# Marysin (Rejowiec)
Pour les articles homonymes, voir Marysin.
Marysin (prononciation : [maˈrɨɕin]) est un village polonais de la gmina de Rejowiec dans le powiat de Chełm de la voïvodie de Lublin dans l'est de la Pologne, à la frontière avec l'Ukraine.
Il se situe à environ 7 kilomètres au nord-est de Rejowiec (siège de la gmina), 11 kilomètres au sud-ouest de Chełm (siège du powiat) et 57 kilomètres à l'est de Lublin (capitale de la voïvodie).

## Histoire
De 1975 à 1998, le village est attaché administrativement à la voïvodie de Chełm.

Depuis 1999, il fait partie de la voïvodie de Lublin.